# Pesamino Victor
Pesamino Victor (Samoa Americane, 4 settembre 1986) è un calciatore samoano americano, difensore del PanSa East.

## Carriera
È stato in Nazionale dal 2007 al 2011, e con essa ha giocato 4 partite nelle qualificazioni al campionato mondiale di calcio 2010.